# آرون راجرز
آرون راجرز (انگلیسی: Aaron Rodgers؛ زادهٔ ۲ دسامبر ۱۹۸۳) یک بازیکن حرفه‌ای فوتبال آمریکایی اهل ایالات متحده آمریکا است که در پست کوارتربک برای تیم پیتسبرگ استیلرز در لیگ ملی فوتبال (NFL) بازی می‌کند. او فوتبال کالجی را برای تیم کالیفرنیا گلدن بِرز بازی کرد و رکورد کمترین نرخ پرتاب توپ منجر به قطع شدن (اینترسپشن) را در یک فصل و در طول دوران بازی در دانشگاه به نام خود ثبت کرد، پیش از آنکه در دور اول درفت NFL سال ۲۰۰۵ توسط تیم گرین بی پکرز انتخاب شود. او یکی از بزرگ‌ترین و بااستعدادترین کوارتربک‌های تاریخ فوتبال آمریکایی به‌شمار می‌رود.
از فیلم‌ها یا مجموعه‌های تلویزیونی که وی در آن‌ها نقش داشته‌است می‌توان به ناقوس‌ها اشاره نمود.